# Pyrochroa serraticornis
Pyrochroa serraticornis es una especie de coleóptero de la familia Pyrochroidae.

## Distribución geográfica
Habita en Europa.